# برايان إلوود
برايان إلوود (بالإنجليزية: Brian Elwood)‏ هو محام بالقضاء العالي نيوزيلندي، ولد في 5 أبريل 1933.